# Giovanni Ciampoli
Giovanni Ciampoli o Giovanni Battista Ciampoli (Firenze, 1589 – Jesi, 8 settembre 1643) è stato un presbitero, poeta e umanista italiano.

## Biografia

### Formazione e amicizia con Galileo
Di modeste origini famigliari, si preparò fin da giovane per la carriera letteraria e mostrò una forte propensione per la poesia. La sua formazione si svolse nelle università di Padova e di Università di Pisa,  dove incontrò Galileo e fu suo allievo; un nuovo rapporto tra i due nacque presso la Corte dei Medici, dove poté entrare nella cerchia di amici dello scienziato.

### Carriera ecclesiastica e letteraria
Nel 1614, dopo aver completato gli studi, Ciampoli si trasferì a Roma, dove prese i voti.
Fu presto introdotto nei circoli della Curia romana e quando Galileo subì le prime persecuzioni (denuncia e inchiesta del 1615-16), Ciampoli, in nome della sua fedeltà al Duca di Toscana, comunicava regolarmente al suo amico Galilei gli sviluppi dei rapporti all'interno della gerarchia suprema della Chiesa cattolica.
Successivamente, grazie ai buoni uffici di Galilei, nel 1618 fu accolto nell'Accademia dei Lincei insieme con il suo amico Virginio Cesarini.
Nel 1621 fu nominato Segretario dei Brevi da Gregorio XV e nel 1623 divenne Cameriere segreto di Urbano VIII, che aveva conosciuto quando Maffeo Barberini era Cardinale legato a Bologna.
Ebbe anche l'incarico onorifico e remunerato di Storiografo ufficiale del Re di Polonia.
Intellettuale vivace e amabile, era in corrispondenza epistolare con i grandi ingegni del tempo: Ippolito Aldobrandini, Michelangelo Buonarroti il Giovane, Federigo Borromeo, Giovanni Battista Strozzi il Giovane, Evangelista Torricelli.

### Dalla parte di Galileo
Fu una preziosa fonte di informazioni per Galileo su quello che succedeva a Roma e un convinto sostenitore delle sue battaglie culturali.

Ciampoli fece una lettura preliminare del Dialogo sopra i due massimi sistemi del mondo (nel 1630), al termine della quale scrisse a Galileo assicurandolo che il papa era a lui favorevole. Nel frattempo, garantiva al Papa che Galileo aveva seguito fedelmente tutti i comandi del pontefice in merito al libro.

L'influenza di Ciampoli è stata dunque fondamentale perché lo scienziato ottenesse, nel 1632, l'autorizzazione a stampare il Dialogo; questa intercessione, però, richiamò su di lui l'ostilità del Papa, che si considerava ingannato da Ciampoli.

### "Esilio" e ultimi anni
Egli era stato in precedenza considerato un eccellente candidato per il ruolo di cardinale e invece venne "esiliato" nel borgo di Montalto della Marca, e poi nelle cittadine di Norcia, Civitanova Marche e Jesi dove fu inviato come governatore.
Oltre, naturalmente, alla sua amicizia con Galileo, le ragioni del suo allontanamento da Roma sono da ricercarsi anche nel sostegno che Ciampoli diede alla fazione filospagnola della Curia, guidata dal cardinale Borgia e ostile a Urbano VIII.
Ciampoli accettò la sua situazione con rassegnazione. Nel 1633 egli scrisse a Galileo invitando il «Socrate perseguitato» ad andarlo a trovare, là nelle Marche dove aveva «trovato la consolazione nello studio, e [aveva] ancora la speranza di scrivere qualcosa per la quale [sarebbe stato] ricordato».
Morì però senza aver pubblicato gran parte delle proprie opere, che vennero edite postume dall'amico Pietro Sforza Pallavicino.

## Opere
- Rime, Roma, Corbelletti, 1648
- Poesie Sacre, Bologna, Zenero, 1648
- Prose, Bologna, 1649
- Lettere, Firenze, Amador Massi, 1650
- Poesie funebri e morali, Bologna, Ferroni, 1653
- Dei fragmenti dell'opere postume, Venezia, Giunta, 1655.
- Rime scelte, Roma, di Falco, 1666
- Dialogo sul Sole e il foco[7]